# Jaroslav Vostrý
Jaroslav Vostrý (24. ledna 1931 Turnov – 18. března 2025) byl český dramatik, divadelní teoretik, historik, režisér, dramaturg, publicista a kritik, divadelní organizátor a pedagog.

## Život
Po maturitě na čáslavském gymnáziu v roce 1950 nejprve pracoval jakožto dělník, v letech 1952 až 1958 vystudoval pražskou DAMU v oboru divadelní věda a dramaturgie. Od roku 1956 působí také jako divadelní publicista a redaktor v časopisu Divadlo (později i jako jeho šéfredaktor), později působil a publikoval i v dalších divadelních tiskovinách. Od roku 1964 působil jakožto dramaturg Státního divadelního studia. V roce 1965 společně s Ladislavem Smočkem spoluzaložil divadlo Činoherní klub, kde působil jako jeho umělecký vedoucí. Od roku 1963 vyučoval také na pražské DAMU. V dobách normalizace byl nucen opustit Činoherní klub (1972) a na DAMU mohl od roku 1975 působit pouze jako externí pedagog. V letech 1976–1986 spolupracoval s Činoherním studiem v Ústí nad Labem a Divadlem Jaroslava Průchy na Kladně jako autor a režisér, v 1980–1981 působil v kladenském divadle také jako režisér a umělecký šéf, v letech 1981–1986 ve Východočeském divadle Pardubice (režisér). V roce 1990 se vrátil do Činoherního klubu jako jeho ředitel a působil zde do roku 1993. Na DAMU se vrátil v roce 1987, zde se v roce 1990 řádně habilitoval jakožto docent, v roce 1992 jmenován profesorem, v letech 1993–1995 rektorem Akademie múzických umění v Praze, v roce 1995 založil katedru teorie a kritiky DAMU, jejímž vedoucím byl do roku 2000, od roku 1996 je ředitelem Ústavu dramatické a scénické tvorby DAMU, kde v roce 2002 založil časopis Disk. V roce 2010 založil se svou druhou ženou Zuzanou Sílovou Scénologickou společnost. V roce 2024 byl oceněn Medailí za zásluhy v oblasti výchovy a školství.

## Publicistická činnost
Kromě své umělecké činnosti se věnoval odborné publicistice a divadelní kritice. Působil také jako ředitel Výzkumného ústavu dramatické a scénické tvorby DAMU. Byl též šéfredaktor a předseda redakční rady časopisu Disk.

## Veřejná činnost
- Místopředseda Hlávkovy nadace
- Předseda Scénologické společnosti, o.s.

## Pedagogická činnost
- Předseda oborové rady doktorského studia teorie scénické tvorby a teorie scénické tvorby (scénologie) DAMU
- Divadelní pedagog na katedře činoherního divadla DAMU
- Člen Umělecké rady AMU a Umělecké rady DAMU

## Dramatizace, transkripce, adaptace, hry (výběr)
- 1997 Červený a černý (dramatizace Stendhalova románu), premiéra v ostravském Národním divadle moravskoslezském 1997
- 1994 Čachtická paní (hra), rozhlasová verze uvedena 1994, divadelní v Národním divadle moravskoslezském 2000
- 1991 Orestés (přetlumočení Eurípidovy tragédie), premiéra v Činoherním klubu 1991
- 1991 Utrpení mladého Medarda (překlad a úprava Schnitzlerovy hry Der junge Medardus), premiéra v Činoherním klubu 1991
- 1988 Hra pro milující (transkripce Goethovy hry Stella), premiéra v Divadle S. K. Neumanna v Libni 1988
- 1987 Pravdivá historie o třech mušketýrech, kardinálovi, mylady a d’Artagnanovi (podle Dumase), premiéra v Činoherním studiu v Ústí nad Labem 1993
- 1987 Francesca da Rimini (transkripce tragédie Jana Nerudy pro Československý rozhlas), režie Alena Adamcová, uvedeno 1987[5]
- 1982 Salomena (transkripce Adámkovy tragédie), uvedena rozhlasová verze 1986
- 1981 Záviš z Falkenštejna (transkripce Hálkovy tragédie), premiéra v Jihočeském divadle v Budějovicích 1987
- 1979–80 Lotos na mrazu (tragédie dell’ arte), prvně v rámci „čteného divadla“ Divadla na Vinohradech 1989
- 1978 Tři v tom (komedie dell’ arte), premiéra v Činoherním klubu 1978 – s krycím podpisem Jiřího Menzela; přeloženo do němčiny, maďarštiny, srbochorvatštiny a slovenštiny
- 1978 Dubrovnická komedie (na motivy dubrovnických anonymů ze XVII. st.), premiéra v Divadle Oldřicha Stibora v Olomouci 1979
- 1978 Idiot (dramatizace románu F. M. Dostojevského), premiéra v Divadle Oldřicha Stibora v Olomouci 1979
- 1976 Být královnou v Samandalu (volné zpracování Gozziho hry Zobeida; spoluautorka Alena Vostrá), premiéra v Činoherním studiu v Ústí nad Labem 1977
- 1975 Komtesa a pěchotní důstojník (hra podle Lermontovovy novely Komtesa Mary), premiéra v Činoherním studiu v Ústí n. Labem 1977, přeloženo do slovenštiny; televizní verze vysílána poprvé 1981
- 1974 Clavijo (přepis stejnojmenné Goethovy hry), premiéra slovensky ve Štúdiu Novej scény v Bratislavě 1976 – krycí podpis D. Drašarová
- 1971 Vychovatel (adaptace hry J. M. R. Lenze Der Hofmeister), premiéra v Činoherním klubu 1972
- 1970 Candide (dramatizace Voltairovy novely); spoluautoři Alena Vostrá a Jan Cziviš, premiéra v Činoherním klubu 1970, v hlavní roli Jiří Hrzán; přeloženo do finštiny, srbochorvatštiny a slovenštiny
- 1965 Zločin a trest (dramatizace románu F. M. Dostojevského; spoluautorka Alena Vostrá), premiéra v Činoherním klubu 1966, přeloženo do němčiny, nizozemštiny, norštiny, finštiny, polštiny a slovenštiny

## Teoretické práce a monografie
- 2008 Obraz a příběh – Scéničnost ve výtvarném a dramatickém umění (spoluautor Miroslav Vojtěchovský) (soubor scénologických studií o dramatickém a výtvarném umění), Praha: KANT – Karel Kerlický & AMU v Praze 2008, ISBN 978-80-86970-86-8
- 2001 Režie je umění (studie o režii), Praha: Akademie múzických umění v Praze 2001, ISBN 80-85883-93-7
- 1998 O hercích a herectví (studie o herectví), Praha: Achát 1998, ISBN 80-902221-7-X
- 1997 Zdeněk Štěpánek. Herec a dějiny (monografie), Praha: Achát 1997, ISBN 80-902221-2-9
- 1996 Činoherní klub 1965–1972. Dramaturgie v praxi (studie o divadle), Praha: Divadelní ústav 1996, ISBN 80-7008-061-2
- 1996 Petr Čepek. Talent a osud (monografie), Praha: Achát 1996, ISBN 80-902221-0-2
- 1991 Předpoklady hereckého projevu (učební text pro literárně-dramatické obory ZUŠ, hudebně-dramatická odd. konzervatoří a dramatické obory vysokých uměleckých škol), vyd. MŠMT 1991
- 1990 Drama a dnešek (studie o dramatu), Praha: Československý spisovatel 1990, ISBN 80-202-0166-1
- 1989 "Dobrodružství tvoření", Amatérská scéna, 1989, č. 1–11
- 1987 Ejzenštejnovy lekce divadelní režie (skriptum DAMU), SPN 1987; prvních pět kapitol in: Slovenské divadlo, roč. 1986, č. 4
- 1983 Proměny herectví, vyd. OKS Praha-západ 1983
- 1982 O hereckém představování, vyd. OKS Praha-západ 1982
- 1982 "Úvod do studia postavy", Amatérská scéna, roč. 1982, č. 4–9, roč. 1983, č. 1–7
- 1980 "Předpoklady herectví", Amatérská scéna, roč. 1980, č. 1–12
- 1979 "Úvod do režie", Amatérská scéna, roč. 1979, č. 1–12
- 1964 Člověk ve hře (studie o Leonidu Leonovovi), Praha: Orbis 1964

## Vyznamenání
- 2024  Medaile Za zásluhy I. stupně